# 26 июля
26 июля — 207-й день года (208-й в високосные годы) по григорианскому календарю.
До конца года остаётся 158 дней.
До 15 октября 1582 года — 26 июля по юлианскому календарю, с 15 октября 1582 года — 26 июля по григорианскому календарю.
В XX и XXI веках соответствует 13 июля по юлианскому календарю.

## Праздники и памятные дни
См. также: Категория:Праздники 26 июля

### Международные
- День эсперанто
- День дяди и тёти

### Национальные
- Россия — День парашютиста.

- Куба — День национального восстания.
- Либерия — День независимости.
- Мальдивы — День независимости.

### Религиозные
Православие
- Собор Архангела Гавриила[4];
- память преподобного Стефана Савваита (794)[5];
- память святителя Иулиана, епископа Кеноманийского (I)[6];
- память мученика Серапиона (II—III)[7];
- память мученика Маркиана Иконийского (258)[8].

### Именины
- Католические: Анна, Мирослава, Ефим.
- Православные: Антон, Степан, Юлиан.

## События
См. также: Категория:События 26 июля

### До XVIII века
- 615 — Пакаль взошёл на престол Баакульского царства майя[9].
- 657 — Начало Сиффинской битвы — решающего сражения гражданской войны в Арабском халифате.
- 811 — В битве с болгарами в Вырбишском ущелье убит византийский император Никифор I.
- 1529 — Испанскому конкистадору Франсиско Писарро обещан титул губернатора «провинции Перу», которую он поклялся захватить у инков.
- 1581 — Акт о клятвенном отречении: король Испании Филипп II более не признаётся королём Нидерландов. Республика Соединённых провинций стала независимой.
- 1592 — При осаде Эперне залпом артиллерии гугенотов убит маршал Франции Арман де Гонто-Бирон.
- 1611 — Шведское войско под началом Якоба Делагарди захватило Новгород.
- 1648 — царь Алексей Михайлович созвал боярскую думу и совет патриарха («освящённый собор») и решал с ними, что надо сделать, чтобы водворить порядок и правосудие в государстве. Поручено составить новый полный свод законов — Уложение, принятое в 1649 году.

### XVIII век
- 1708 — По приказу украинского гетмана Мазепы возле Белой Церкви казнят украинского полковника Василия Кочубея, пытавшегося донести Петру I об измене гетмана.
- 1709 — Пётр I с триумфом после Полтавской победы въехал в Киев, где пробыл месяц.
- 1722 — В Бостоне обнародуется декларация, объявляющая войну индейцам, за скальп индейца обещано от 15 до 100 фунтов.
- 1730 — российская императрица Анна Иоанновна подписала указ об отливке Успенского большого колокола, который впоследствии был отлит 25 ноября 1735 года и получил название «Царь-колокол».
- 1745 — Первый зарегистрированный женский матч по игре в крикет состоялся около Гилдфорда, графство Суррей, Великобритания, между командами из Hambledon и Bramley.
- 1758 — Семилетняя война: в ходе войны на Североамериканском театре англичане после осады захватывают Луисбург — важную французскую крепость в Канаде.
- 1770 — Во время русско-турецкой войны корпус генерала Н. В. Репнина берёт крепость Измаил.
- 1774 — войска Е. И. Пугачёва потерпели окончательное поражение от И. И. Михельсона в ходе трёхдневного сражения у Казани.
- 1775 — Бенджамин Франклин назначается главным почтмейстером Североамериканских штатов.
- 1788 — 11-м штатом США становится штат Нью-Йорк.

### XIX век
- 1805 — Из-за извержения Везувия разрушается значительная часть Неаполя, около 26 тыс. человек погибает.
- 1812 — командующий революционной армией Венесуэлы Франсиско Миранда сдался испанцам.
- 1821 — Из Архангельска началось плавание к островам Новой Земли русской экспедиции под командованием Фёдора Литке. Бриг, на котором отправилась экспедиция, так и назывался — «Новая Земля».
- 1822 — В Гуаякиле встречаются лидеры латиноамериканских революционеров Симон Боливар и Хосе де Сан-Мартин.
- 1830 — Король Франции Карл X подписывает четыре ордонанса (указа): об ограничении свободы печати и введении цензуры, о роспуске палаты депутатов (где большинство составляет оппозиционная либеральная буржуазия), о введении нового избирательного закона (существенно ограничивающего число граждан, обладавших правом голоса, земельным цензом), и о проведении новых выборов в сентябре 1830. Эти указы станут непосредственным поводом для Июльской революции, положившей конец режиму Реставрации и правлению старшей линии династии Бурбонов.
- 1847 — Провозглашена Республика Либерия — первое независимое государство в чёрной Африке. Отцами-основателями стали иммигранты — вывезенные (начиная с 1821 года) из США освобождённые негры, занявшие господствующие позиции во всех сферах деятельности.
- 1848 — Известной русской авантюристке, проповеднице, основательнице «духовного союза» Екатерине Татариновой позволяется жить в Москве после её обязательства подчиняться православной церкви.
- 1858 — Барон Лайонел Ротшильд (Lionel Nathan de Rothschild) становится первым евреем — членом английского парламента.
- 1864 — Новый устав начальных школ Российской Империи: их создание и управление ими доверяется земствам, а педагогическая опека обеспечивается школьным советом, где представлены местная администрация, церковь и земство.
- 1865 — После смерти английского доктора Джеймса Берри выясняется, что на протяжении нескольких десятков лет под этим именем скрывалась женщина.
- 1866 — В Никольсбурге подписан прелиминарный мирный договор между Австрией и Пруссией. Фактическое окончание Австро-прусской войны (окончательное — 23 августа).
- 1867 — Российская империя создаёт генерал-губернаторство Туркестан.
- 1869 — Британия запрещает Англиканскую церковь Ирландии.
- 1872 — В Лиме были убиты оба главы государства — законный президент Хосе Бальта и отстранивший его от власти узурпатор Томас Гутьеррес.
- 1875 — В Туле основывается мастерская по отливке «медных винных мер» купца Зябрева (ныне — Тульский станколитейный завод).
- 1882 — В Германии проходит премьера оперы Р. Вагнера «Парсифаль».
- 1887 — В Варшаве выходит первый учебник международного языка эсперанто (на русском языке).

### XX век
- 1908
  - Министр юстиции США Чарлз Бонапарт создаёт безымянное ведомство, спецагенты которого должны будут расследовать нарушения федеральных законов. Первым его руководителем становится Стенли Финч (Stanley Finch). На следующий год появится название — Бюро расследований, а с 1 июля 1935 года ведомство станет называться Федеральным бюро расследований (ФБР). В 1983 году президент США Рональд Рейган объявит об учреждении «Дня ФБР» — профессионального праздника специалистов политической полиции.
  - В Париже финишируют первые кругосветные автомобильные гонки, старт которым был дан 12 февраля в Нью-Йорке. Первым к финишу приходит немецкий автомобиль «Protos» компании Siemens-Schuckertwerke GmbH, которым управляет лейтенант Кёппен, но победителем объявляется американец Джордж Шустёр на автомобиле конструктора Томаса. Немецкого гонщика оштрафовали на 15 дней, так как после поломки его автомобиль был доставлен в Сиэтл по железной дороге, чтобы отплыть в Россию вместе с конкурентами. Лейтенанту не остаётся ничего иного, как заявить: «Я хотел бы, чтобы дороги в Америке были столь же прекрасны, как и её люди». История этих гонок послужит основой сценария популярной и любимой многими кинокомедии «Большие гонки».
- 1909
  - Английский пассажирский пароход «Уарата», имея на борту более 200 человек пассажиров и команды, выходит из порта Дурбан в Южной Африке и пропадает без вести.
  - Восстание в Барселоне («Трагическая неделя»; по 31 июля).
- 1911 — Президент США Уильям Тафт подписывает Договор об отношениях с Канадой.
- 1912 — Английские феминистки поджигают дом министра колоний Британии в Оксфордшире.
- 1913 — Австрийское правительство аннулирует конституцию Богемии.
- 1914
  - Июльский кризис: Австро-Венгрия объявляет всеобщую мобилизацию и сосредоточивает войска на границе с Россией.
  - Расстрел английской полицией демонстрации ирландских националистов в Дублине.
- 1915
  - Публикуется статья Ленина, призывающая к поражению своего правительства в мировой войне.
  - В России формируются латышские стрелковые дивизии.
- 1916 — США выражают протест Великобритании в связи с публикацией «Чёрного списка» фирм, с которыми запрещено торговать британским компаниям, так как в него попали некоторые американские фирмы.
- 1917 — Глава Временного правительства Александр Керенский торжественно клянётся подавлять самым жестоким образом любые попытки восстановления монархии в России.
- 1918
  - В Азербайджане эсеры свергают большевиков.
  - Президент США Вудро Вильсон (Thomas Woodrow Wilson) призывает американский народ отказаться от линчевания негров.
  - Интервенция: в Мурманске высаживаются французские войска.
- 1922 — Турецкая армия переходит в наступление и наносит поражение греческим войскам в сражении под Афоном.
- 1925 — впервые поднялся в воздух самолёт «К-1» конструкции К. А. Калинина — первый отечественный пассажирский самолёт, рекомендованный к серийному выпуску.
- 1932 — Германский учебный парусник Niobe опрокидывается внезапно налетевшим шквалом близ Киля. Из 150 человек спасаются 40.
- 1937 — Япония начала боевые действия в Китае.
- 1938 — глава НКВД Ежов направил Сталину список на 138 командиров РККА и ВМФ, подлежащих расстрелу. Сталин и Молотов наложили резолюцию: «За расстрел всех 138 человек».
- 1945
  - На Потсдамской конференции от имени глав правительств США, Великобритании и Китая публикуется декларация с требованием безоговорочной капитуляции Японии.
  - В советской оккупационной зоне Германии закрываются все банки. Населению приказывают сдать золото, серебро, иностранную валюту, драгоценности. Начинается демонтаж промышленных предприятий и железных дорог для вывоза в СССР в счёт репараций.
- 1948
  - Подписание Англией и США условий осуществления «плана Маршалла» (плана помощи странам Европы).
  - Президент США Трумэн издаёт Исполнительный приказ № 9981, определяющий «равенство лечения и возможностей» в вооружённых силах.
- 1951
  - В Новгороде обнаружена первая берестяная грамота.
  - Окончание состояния войны Нидерландов с Германией.
- 1952 — король Египта Фарук I отрекается от престола в пользу своего семимесячного сына Фуада и покидает страну.
- 1953 — кубинские революционеры во главе с 27-летним Фиделем Кастро штурмуют военную казарму Монкада в городе Сантьяго-де-Куба. Этот день отмечается на Кубе как национальный праздник.
- 1956 — президент Египта Гамаль Абдель Насер объявляет о национализации Суэцкого канала. Разразившийся из-за этого международный кризис перерастёт в войну против Египта.
- 1959
  - Подполковник Корпуса морской пехоты США Уильям Г. Ранкин, выполняя в небе Северной Каролины тренировочный полёт на высоте 14326 метров, катапультируется из своего палубного реактивного истребителя «Крусейдер» и попадает в сильнейшую грозу, в результате чего его спуск вместо ожидавшихся 11 минут растягивается на все 40, поскольку мощные восходящие потоки воздуха раз за разом поднимают пилота наверх, препятствуя приземлению. Этот прыжок стал самым продолжительным официально зарегистрированным прыжком с парашютом.
- 1963
  - Землетрясение разрушает югославский город Скопье (более 1000 погибших).
  - На Горьковском автозаводе были изготовлены первые опытные образцы автомобилей «ГАЗ-53».
- 1965 — провозглашена независимость Мальдивских Островов.
- 1966 
  - В Китае на полгода закрываются все школы и вузы для мобилизации школьников и студентов на «культурную революцию».
  - Образовано Министерство охраны общественного порядка (МООП) СССР (с 25 ноября 1968 — Министерство внутренних дел СССР).
- 1971 — старт к Луне американского космического корабля «Аполлон-15» с астронавтами Д. Скоттом, А. Уорденом и Дж. Ирвином.
- 1972 — крушение на станции Ламенская. Погибло от 58 до 116 человек.
- 1973 — США накладывают вето на решение Совета Безопасности ООН, осуждающее действия Израиля на Ближнем Востоке.
- 1974 — Франция проводит ядерные испытания на атолле Муруроа.
- 1975 — Глава КГБ СССР Ю. Андропов рекомендует ЦК КПСС снести в Свердловске Ипатьевский дом, в котором в 1918 большевиками был расстрелян свергнутый русский император Николай II.
- 1976 — сильная утечка ядовитого газа диоксина на заводе пестицидов близ Севезо (Италия) приводит к массовой гибели животных в округе.
- 1978 — датский исследователь У. Петерсон обнаруживает самую северную точку суши — остров Одак (в 706 км от Северного полюса).
- 1979 — катастрофа Boeing 707 под Рио-де-Жанейро. Погибли все 3 человека на борту грузового самолёта.
- 1982 — США заявляют об отказе признать Организацию освобождения Палестины.
- 1983 — бегунья Ярмила Кратохвилова на соревнованиях в Мюнхене установила мировой рекорд в беге на 800 метров — 1:53,28
- 1989 — 24-летнему американскому студенту Роберту Моррису предъявляется обвинение в создании и запуске компьютерного вируса. Моррис становится первым создателем вируса, подвергнутым уголовному преследованию.
- 1990 — начинается операция «Линдвурм» («Дракон») по вывозу американского химического оружия с территории ФРГ.
- 1993
  - Катастрофа Boeing 737 под Мокпхо в Республике Корея, 68 погибших.
  - Азербайджанский манат стал единственной национальный валютой в республике.
- 1994
  - Россия и Эстония подписывают договор о признании взаимных границ.
  - 29-летний руководитель путча Яйя Джамме объявляет себя президентом Гамбии и обещает провести в стране парламентские выборы. Это самый молодой президент в мировой истории.
  - Восточный Калимантан, Индонезия: разбивается вертолёт «Сикорский-58ET» компании Airfast Services. Все 18 человек на борту погибают.
- 1995 — представители 15 стран Европейского союза подписали Конвенцию о создании Европола.
- 1997 — в бельгийском Остэнде самолёт XT-300 иорданских ВВС после «мёртвой петли» врезается в землю. Девять человек, включая лётчика, погибают, 55 получают ранения.
- 1998 — в Иллинойсе (США) 246 парашютистов составляют живой круг в небе (мировой рекорд).
- 1999 — Каргильская война завершилась победой Индии.

### XXI век
- 2005 — первый после крушения «Колумбии» запуск шаттла: в полёт отправляется «Дискавери».
- 2010 — в России отменена максимальная разрешённая норма содержания алкоголя в крови водителя.
- 2011 — катастрофа C-130 под Гулимином в Марокко, 80 погибших.
- 2016
  - Массовое убийство в Сагамихаре, 19 погибших.
  - Террористическая атака на церковь в Руане, убит священник.
- 2024 — открытие летних Олимпийских игр в Париже.

## Родились
См. также: Категория:Родившиеся 26 июля

### До XIX века
- 1030 — Станислав (ум. 1079), епископ Кракова, католический святой, покровитель Польши.
- 1308 — Стефан Урош IV Душан (ум. 1355), сербский король (1331—1346).
- 1782 — Джон Филд (ум. 1837), ирландский пианист и композитор.
- 1791 — Франц Ксавер Вольфганг Моцарт (ум. 1844), композитор и пианист, сын Вольфганга Амадея Моцарта.
- 1798 — Фёдор Гильфердинг (ум. 1864), российский дипломат, сенатор, тайный советник, член совета МИД Российской империи.
- 1799 — Исаак Бэббитт (ум. 1862), американский изобретатель, придумавший сплав, используемый для заливки вкладышей подшипников.

### XIX век
- 1805 — Константин Брумиди (ум. 1880), американский художник.
- 1815 — Роберт Ремак (ум. 1865), немецкий эмбриолог и невролог.
- 1842 — Альфред Маршалл (ум. 1924), английский экономист.
- 1856 — Джордж Бернард Шоу (ум. 1950), ирландский писатель, лауреат Нобелевской премии (1925).
- 1861 — Важа-Пшавела (ум. 1915), грузинский писатель.
- 1863 — Язеп Витолс (ум. 1948), латышский композитор, один из основателей Латвийской консерватории.
- 1872 — Джон Гурли (ум. 1949), канадский футболист, олимпийский чемпион (1904).
- 1874 — Сергей Кусевицкий (ум. 1951), русский и американский дирижёр и контрабасист.
- 1875
  - Антонио Мачадо-и-Руис (ум. 1939), испанский поэт.
  - Карл Густав Юнг (ум. 1961), швейцарский психиатр, психолог, философ.
- 1881 — Давид Штеренберг (ум. 1948), российский и советский живописец и график.
- 1885
  - Борис Збарский (ум. 1954), биохимик, академик АМН СССР, Герой Социалистического Труда.
  - Андре Моруа (ум. 1967), французский писатель, член Французской академии.
- 1890 — Дэниел Дж. Каллаган (ум. 1942), американский военно-морской деятель, контр-адмирал.
- 1894 — Олдос Хаксли (ум. 1963), английский писатель.
- 1897 — Каро Алабян (ум. 1959), советский архитектор, академик.
- 1898 — Александр Тышлер (ум. 1980), советский живописец, график, театральный художник, скульптор.
- 1900
  - Аделина Адалис (ум. 1969), русская советская поэтесса, писательница, переводчик.
  - Жак Феврие (ум. 1979), французский пианист.

### XX век
- 1912 — Николай Парфёнов (ум. 1999), комедийный актёр театра и кино, заслуженный артист РСФСР.
- 1913 — Виктор Хохряков (ум. 1986), актёр, театральный режиссёр, мастер художественного слова, народный артист СССР.
- 1919 — Анатолий Яновский (ум. 1990), советский писатель-прозаик, драматург.
- 1920 — Константин Рудницкий (ум. 1988), советский театральный критик, историк театра.
- 1922
  - Джейсон Робардс (ум. 2000), американский актёр, обладатель двух премий «Оскар».
  - Блейк Эдвардс (ум. 2010), американский кинорежиссёр и сценарист.
- 1928
  - Франческо Коссига (ум. 2010), итальянский политик, Президент Италии (1985—1992).
  - Стэнли Кубрик (ум. 1999), американский и британский кинорежиссёр.
- 1929 — Олег Макаров (ум. 1995), советский футболист, вратарь.
- 1931 — Такаси Оно, японский гимнаст, 5-кратный олимпийский чемпион
- 1933 — Вольф Горелик (ум. 2013), дирижёр, народный артист России.
- 1938 — Анатолий Мукасей, советский и российский кинооператор, народный артист РФ.
- 1939 — Джон Говард, австралийский государственный и политический деятель, премьер-министр Австралии (1996—2007).
- 1942
  - Владимир Мечьяр, словацкий политик, премьер-министр страны в 1990-е годы.
  - Тедди Пилетт, бельгийский автогонщик, участник чемпионата мира в классе «Формула-1».
- 1943 — Мик Джаггер, британский рок-музыкант, вокалист группы «The Rolling Stones».
- 1944 — Римантас Станкявичюс (погиб в 1990), заслуженный лётчик-испытатель СССР.
- 1945 — Хелен Миррен, английская актриса, обладательница премии «Оскар».
- 1947 — Валерий Волков, советский конник, олимпийский чемпион (1980).
- 1948 — Нораир Нурикян (ум. 2025), болгарский тяжелоатлет, тренер, двукратный чемпион мира (1972, 1976) и Олимпийских игр (1972, 1976), чемпион Европы, многократный чемпион Болгарии, пятикратный рекордсмен мира. Заслуженный мастер спорта Болгарии (1971), Герой Социалистического Труда Болгарии.
- 1949 — Роджер Тейлор, английский рок-музыкант, барабанщик группы «Queen».
- 1951
  - Нина Искренко (ум. 1995), русская поэтесса.
  - Уильям Сёрлс Макартур, американский астронавт-исследователь НАСА.
- 1952 
  - Хайнер Бранд, немецкий гандболист и тренер.
  - Стеллан Бенгтссон, шведский игрок в настольный теннис, многократный чемпион мира и Европы.
- 1953 — Феликс Магат, немецкий футболист и тренер
- 1954 — Лоуренс Уотт-Эванс, американский писатель-фантаст.
- 1955 — Асиф Али Зардари, президент Пакистана (2008—2013).
- 1957 — Нана Визитор, американская актриса.
- 1958 — Паскаль Жолио, французский фехтовальщик-рапирист, олимпийский чемпион (1980).
- 1959 — Кевин Спейси, американский киноактёр, обладатель двух «Оскаров».
- 1960 — Виктор Манаков (ум. 2019), советский и российский велогонщик, олимпийский чемпион (1980).
- 1962 — Сергей Кириенко, российский государственный и политический деятель.
- 1963 
  - Кэйко Мацуи, японская пианистка и композитор.
  - Торгни Могрен, шведский лыжник, олимпийский чемпион (1988), 4-кратный чемпион мира.
  - Елена Стародуб, советская и российская актриса театра и кино, заслуженная артистка России (1995).
- 1964 — Сандра Буллок, американская актриса, обладательница премии «Оскар».
- 1965 — Джереми Пивен, американский актёр и кинопродюсер.
- 1966
  - Анна Рита Дель Пиано, итальянская киноактриса и театральный режиссёр.
  - Анджело Ди Ливио, итальянский футболист.
- 1967 — Джейсон Стейтем, американский киноактёр.
- 1968 — Оливия Уильямс, британская актриса.
- 1970 — Андрей Григорьев-Апполонов, российский певец, солист группы «Иванушки International».
- 1973 — Кейт Бекинсейл, английская актриса.
- 1974 — Наталья Доля, украинская актриса театра и кино, народный артист Украины.
- 1980 — Дэйв Бэкш, канадский музыкант, гитарист панк-рок-группы «Sum 41».
- 1981 — Майкон, бразильский футболист
- 1983
  - Зара, российская эстрадная певица, актриса, общественный деятель. Заслуженная артистка России (2016).
  - Александр Лойе, советский и российский актёр театра и кино.
  - Кен Уоллес, австралийский гребец-байдарочник, олимпийский чемпион, пятикратный чемпион мира.
- 1993 — Тейлор Момсен, американская певица, музыкант, актриса и фотомодель. Лидер рок-группы The Pretty Reckless.
- 2000 — Лаша Бекаури, грузинский дзюдоист, двукратный олимпийский чемпион (2020 и 2024).

## Скончались
См. также: Категория:Умершие 26 июля

### До XIX века
- 189 — Элевтерий (р. ?), 13-й папа римский (174—189).
- 1471 — Павел II (в миру Пьетро Барбо; р. 1417), 211-й папа римский (1464—1471).
- 1750 — Василий Татищев (р. 1686), историк, государственный деятель, составитель первого русского энциклопедического словаря.
- 1789 — Якоб II Бернулли (р. 1759), швейцарский учёный-механик.

### XIX век
- 1817 — убит Карагеоргий (Георгий Петрович; р. 1762), руководитель Первого сербского восстания против Османского ига (1804—1813), основатель династии Карагеоргиевичей.
- 1819 — Иван Вальберх (псевдонимом Иван Лесогоров; р. 1766), российский артист балета, балетмейстер, педагог.
- 1824 — Августин Бетанкур (р. 1758), испанский и российский государственный деятель, учёный, архитектор, инженер-механик.
- 1826 — казнён Каэтано Риполь (р. 1778), испанский школьный учитель, обвинённый в ереси, последняя жертва испанской инквизиции.
- 1830 — Алексей Мерзляков (р. 1778), русский поэт, автор песен, литературный критик, переводчик.

### XX век
- 1918 — Мик Мэннок (р. 1887), самый результативный ас Британской империи в Первой мировой войне.
- 1919
  - Анатолий Железняков (р. 1895), русский матрос, анархист, участник революции и Гражданской войны.
  - Эдвард Пойнтер (р. 1836), английский художник.
- 1925 — Готлоб Фреге (р. 1848), немецкий логик, математик и философ.
- 1937 — погибла Герда Таро (р. 1910), немецкий фотограф, первая женщина-фотожурналист.
- 1938 — Дмитрий Григорович (р. 1883), советский авиаконструктор.
- 1941 — Бенджамин Ли Уорф (р. 1897), американский лингвист.
- 1942 — Роберто Арльт (р. 1900), аргентинский писатель, драматург.
- 1952 — Эвита Перон (р. 1919), аргентинская актриса, жена президента Хуана Перона.
- 1960 — Седрик Гиббонс (р. 1893), американский арт-директор, художник-постановщик и архитектор, один из главных учредителей Американской киноакадемии, лауреат 11 премий «Оскар».
- 1963 — Николай Асеев (р. 1889), поэт, автор сценария фильма «Броненосец „Потёмкин“».
- 1964 — Николай Валентинов (р. 1879), русский публицист, философ, экономист.
- 1970 — Ахмет-Заки Валиди (р. 1890), лидер башкирского национально-освободительного движения, тюрколог, доктор философии.
- 1971 — покончила с собой Диана Арбус (р. 1923), американский фотограф-документалист.
- 1975 — Ариадна Эфрон (р. 1912), искусствовед, переводчица, мемуаристка, художница и поэтесса, дочь М. Цветаевой.
- 1976
  - Николай Носов (р. 1907), русский советский детский писатель-прозаик, драматург, киносценарист.
  - Абрам Роом (р. 1894), кинорежиссёр, сценарист, народный артист РСФСР.
- 1977 — Пётр Соболевский (р. 1904), актёр.
- 1984 — Джордж Гэллап (р. 1901), американский статистик, автор научных методов изучения общественного мнения.
- 1986 — Уильям Аверелл Гарриман (р. 1891), американский дипломат и финансист, посол в СССР в 1943—1946.
- 1993 — Владимир Лакшин (р. 1933), русский литературовед, литературный критик, прозаик, мемуарист.
- 1994 — Анатолий Наседкин (р. 1924), народный художник Украины.

### XXI век
- 2011 — Эдуард Розовский (р. 1926), советский и российский кинооператор, народный артист России.
- 2013 — Джей Джей Кейл (наст. имя Джон Уэлдон Кейл; р. 1938), американский певец, гитарист, автор песен.
- 2021 — Джои Джордисон (р. 1975), экс-барабанщик группы Slipknot, попавший в книгу рекордов Гиннеса как самый быстрый барабанщик мира. Экс-гитарист группы Murderdolls.
- 2023 — Шинейд О’Коннор (р. 1966), ирландская певица и композитор.
- 2025
  - Том Лерер (р. 1928), американский композитор и певец, сатирик и математик.
  - Зиад Рахбани (р. 1956), ливанский композитор, пианист, певец, драматург, поэт, левый активист и политический публицист.

## Приметы
Гаврила Летний. Гавриил.
- Ржица-матушка поспела, к земле клониться велит.
- Сухая погода сулит хорошую осень, а сильные дожди губительны для урожая[10].
- Низкие ласточки — глубокая осень.